# Siksaup Dorsa
I Siksaup Dorsa sono una struttura geologica della superficie di Venere.